# パロネグロ国際空港
パロネグロ国際空港 (ぱろねぐろこくさいくうこう) は、コロンビアのブカラマンガにある国際空港。

## 主な航空会社
- アビアンカ航空
- アビアンカ・エクスプレス
- イージーフライ
- LATAM コロンビア
- ビバエア・コロンビア
- SATENA航空
- スピリット航空
- コパ航空
- GCA航空

## 主な就航路線
国内線: ボゴタ、メデジン、カリ、カルタヘナ、バランキージャ、ククタ、ペレイラ、サンタマルタ、モンテリア、サンアンドレス島　
国際線: フォートローダーデール、パナマシティ